# 専用貨物列車
専用貨物列車（せんようかもつれっしゃ）は、ブロックトレイン（Block train）、ユニットトレイン（Unit train）とも呼ばれ、すべての貨車が同じ貨物を輸送し、途中で分割されることなく、同じ出発地から目的地まで輸送される貨物列車である 。様々な種類の貨物を搭載した雑多な貨車を連結しヤード集結型輸送される一般貨物列車と対比される。
ブロックトレインにより、鉄道は道路や国内水運の輸送システムとより効果的に競争可能となる。従来あった、出発地と目的地近くの操車場（ヤード）における貨物列車の組成・入換による遅延を回避することにより、時間と費用を節約することができる。ブロックトレインは、大量商品輸送において特に効率的・経済的となる。多くの場合、輸送する貨物は1つだけのため、車両はすべて同型式になる。

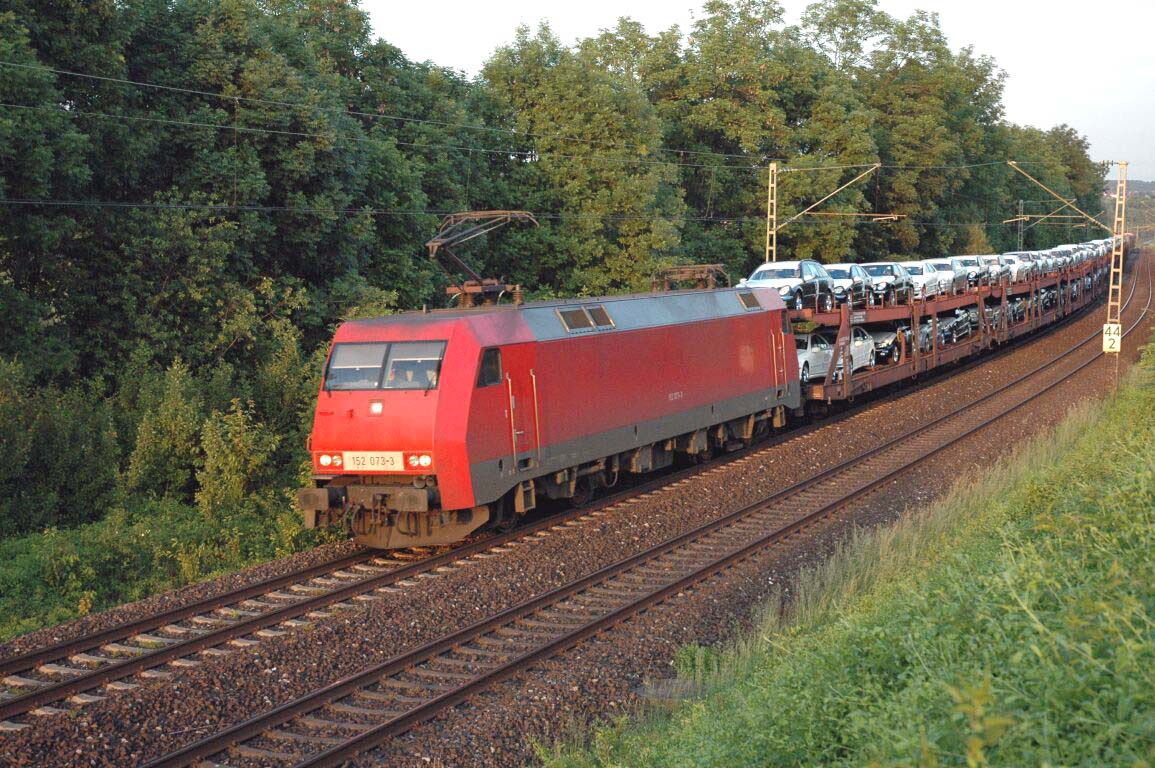
ドイツ鉄道が運行するダイムラー・ベンツ専用列車（ジンデルフィンゲン～ブレーメン工場間）
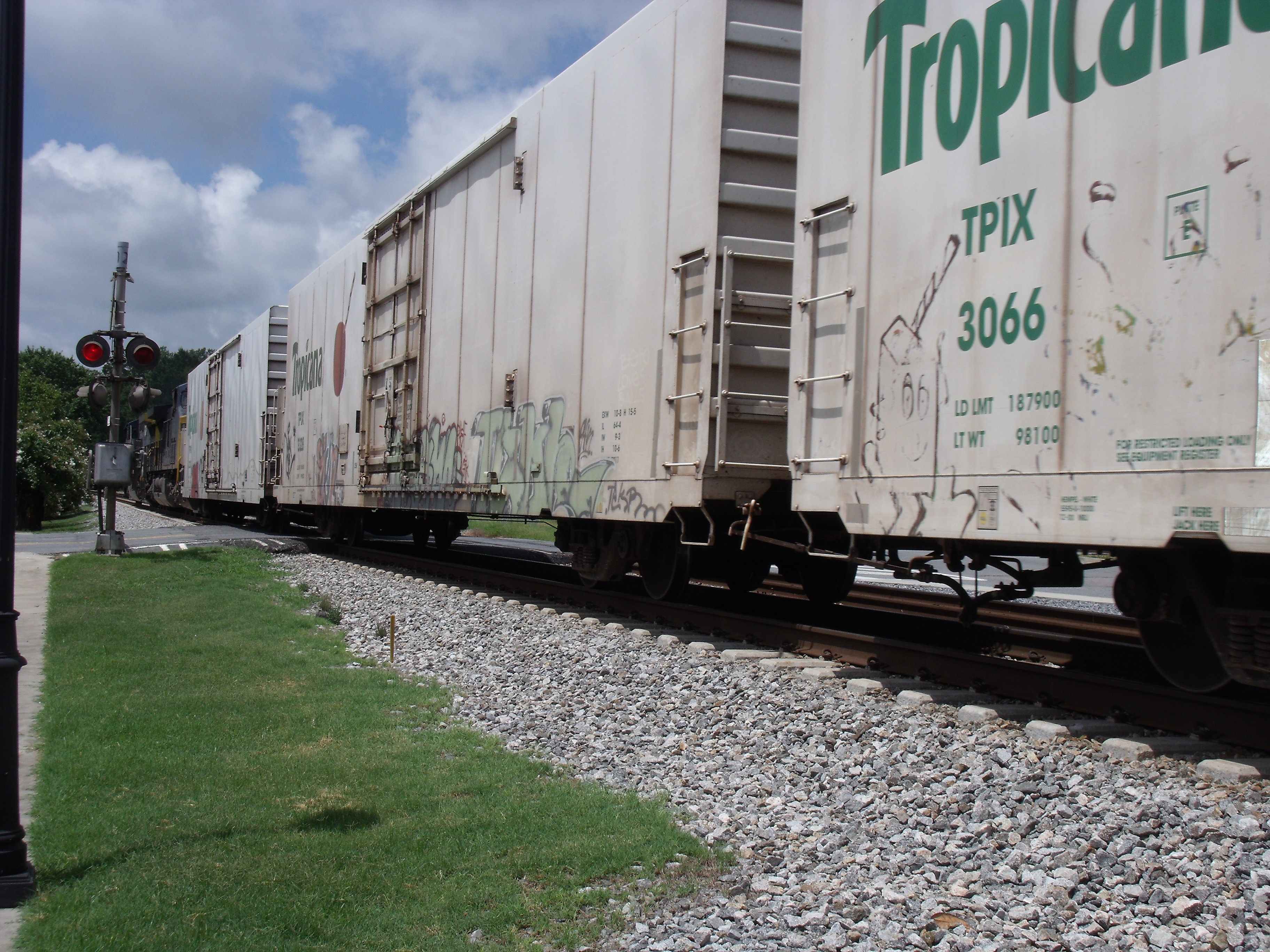
米国ジュース・トレイン（英語版）。トロピカーナ社のオレンジジュースを輸送
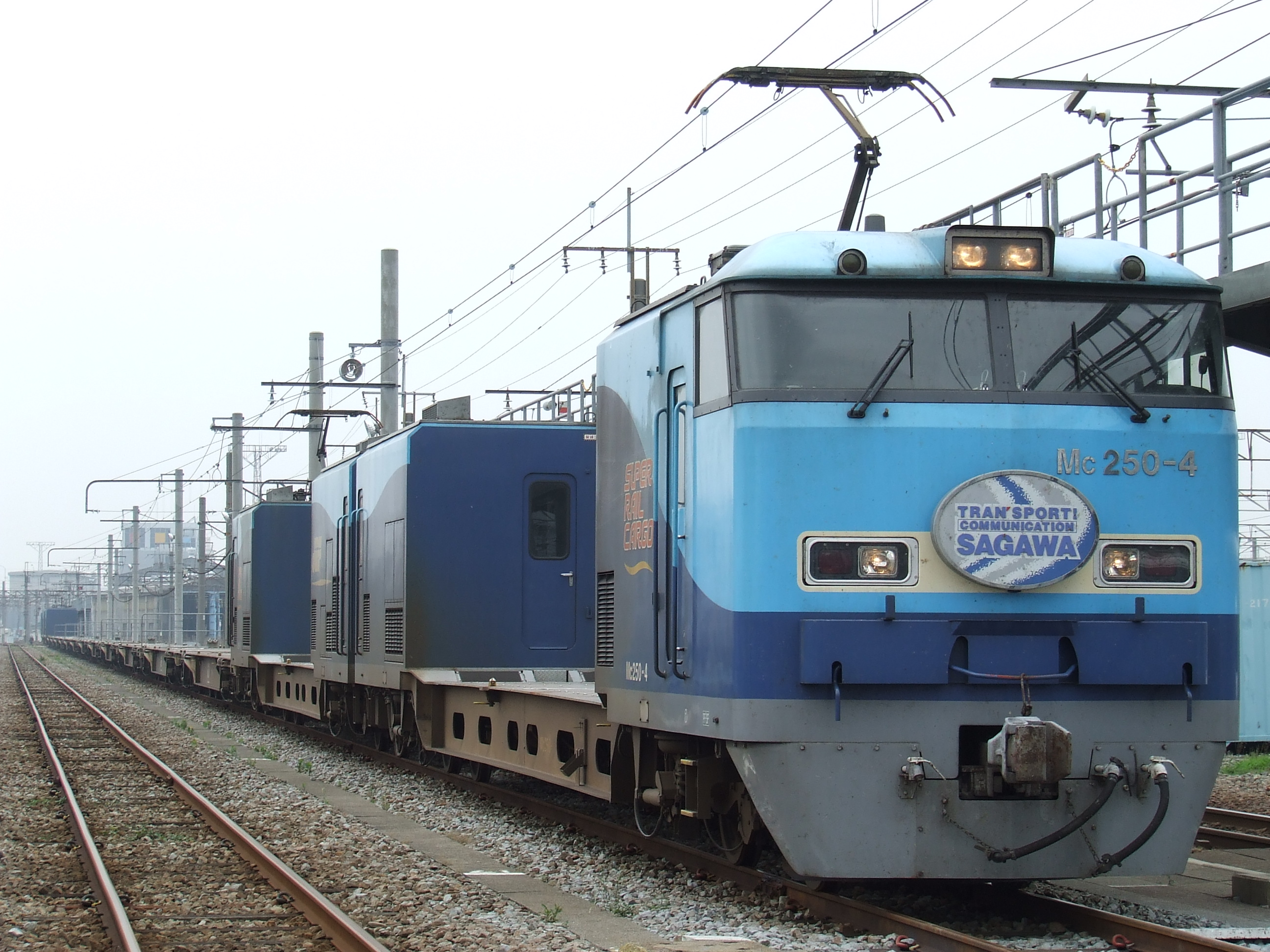
M250系貨物電車（スーパーレールカーゴ）

## 日本

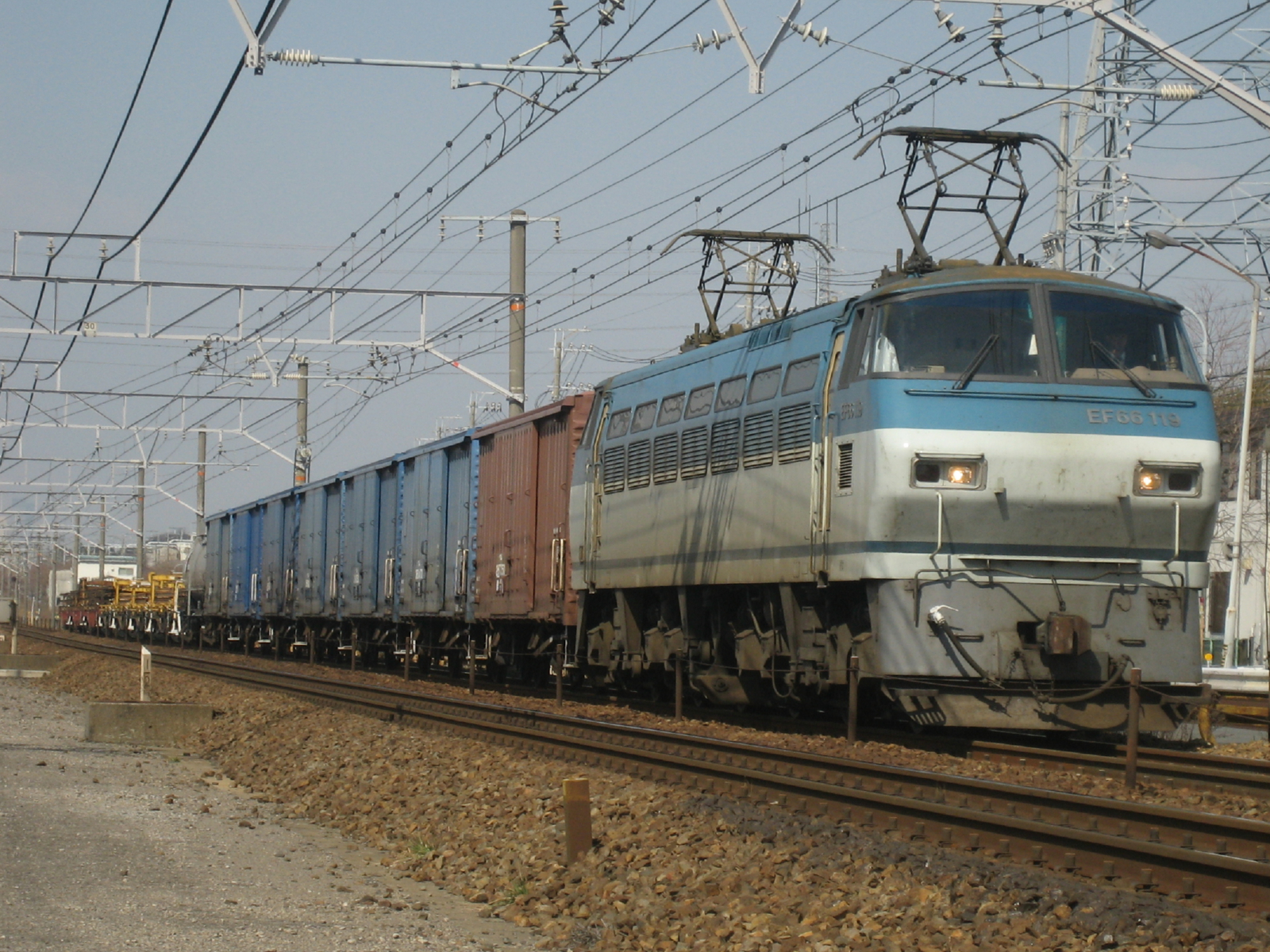
東海道本線を走行する3170列車。有蓋車7両、タンク車1両、長物車6両を連結。2007年2月16日撮影。

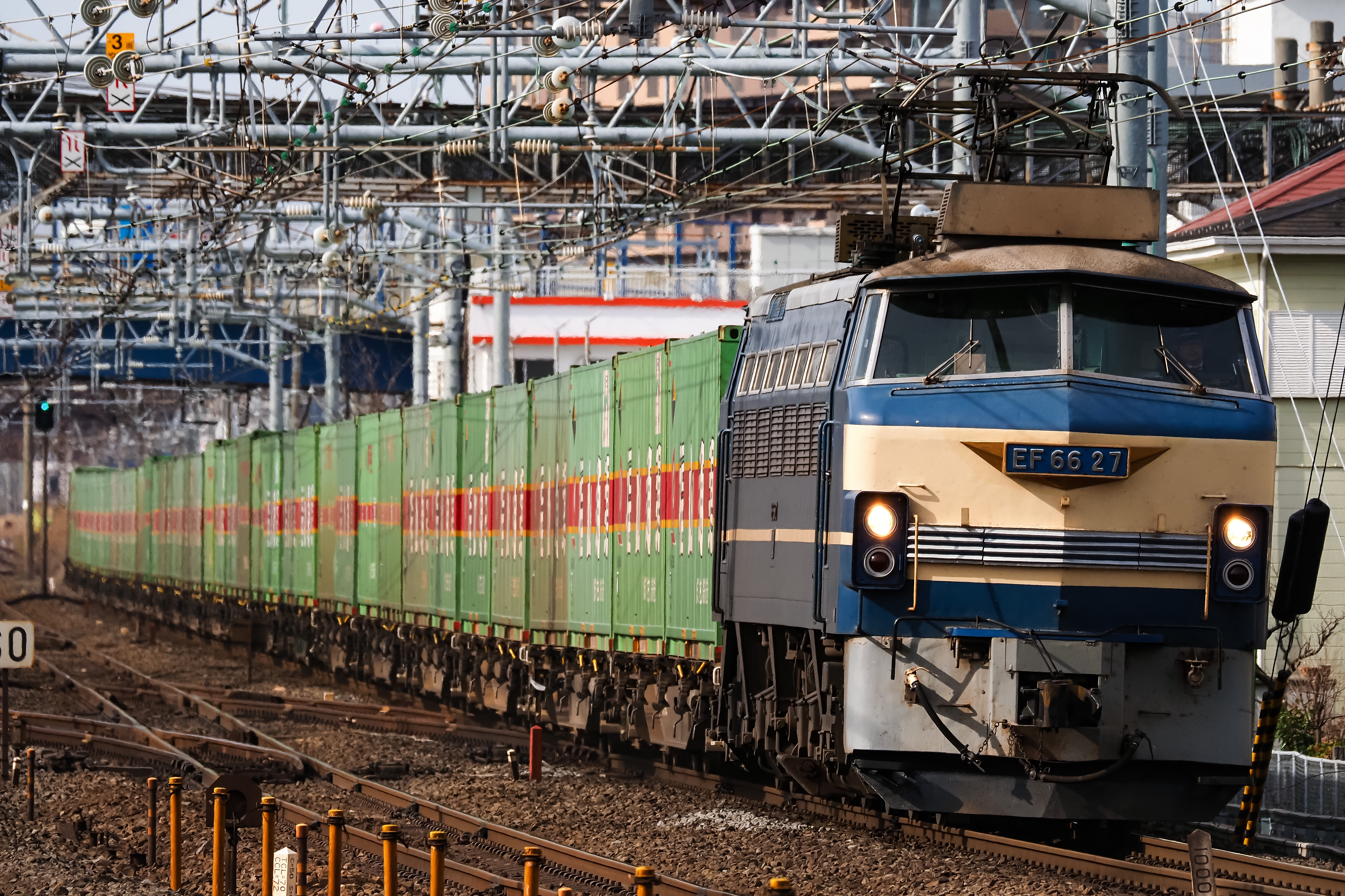
福山レールエクスプレス

日本貨物鉄道（JR貨物）においては、貨物列車のうち最高運転速度75 km/h以下の列車種別をいう。
コンテナ車及びタンク車の一部（タキ1000形）を除く有蓋車・無蓋車・タンク車などの貨車の最高運転速度が75 km/h以下であるため、必然的にこれらを連結する列車となる。
専用貨物列車は、列車の最高速度によってA・Bの2種に種別されており、その詳細は下記の通りである。
専用貨物列車A
最高速度75 km/hで運転できる貨車で組成された貨物列車。
専用貨物列車B
最高速度65 km/hで運転できる貨車で組成された貨物列車。
また拠点間を結び他の駅には停車しない列車（例として鉱山 - 港湾間）や、複数の駅に停車しながら貨車の連結解放（入換）を行う列車の2種類がある。前者は1列車を仕立てるほど多く貨車が集まる石油、鉱石輸送で多く見られ、後者は1列車仕立てるほどの貨車が集まらない化学薬品輸送で多く見られる。また多くの駅に停車することを利用し、貨車の回送にも使用される。
従来からのヤード方式輸送の時代ではこの輸送形態が大半であったが、高度経済成長以降では次第にトラックや航空機、船舶輸送のリードタイムにおされ、鉄道における専用貨物列車輸送は低迷した。
そこで国鉄は新たにコンテナ特急「たから」を設定。以降、次第に高速運転に対応したコンテナ車にコンテナを積載して運ぶ高速コンテナ列車（拠点間直行輸送方式）が主流となり、国鉄分割民営化で日本貨物鉄道（JR貨物）が発足すると、途中でピギーバック輸送などの試行錯誤を経て、最終的には高速コンテナ列車の発展と充実、また多岐にわたる用途やニーズに対応したコンテナの開発が図られた。
しかし、依然各地には専用貨物列車が残っており、ダイヤ上でのネックになっていたり、また貨車の運用効率が悪かったり、また荷主からのリードタイム短縮や輸送コストの縮小などの要望に限界があったりと、専用貨物列車の高速化ないしは専用貨物列車自体を置き換えることが急務であった。そこでJR貨物では新中期経営計画「ニューストリーム2007」を策定。このなかで、これらの専用貨物列車の見直し策が盛り込まれた。従来からの拠点間大量輸送の専用貨物列車については、大量かつ高速輸送に適応した貨車を開発･導入して高速列車に格上げすることとし、これにより貨車の運用効率向上やダイヤ上のネックが緩和された。一方で化成品輸送などに多く見られた1列車を仕立てるに至らない貨車が集まった小口輸送の専用貨物列車については、荷役設備の改良や貨車の代替となるコンテナを開発したうえで、この代替となったコンテナを高速コンテナ列車に積載して置き換える計画を打ち出し、2008年（平成20年）3月15日のダイヤ改正において九州地方の小口輸送の専用貨物列車を除き、そのほとんどが高速コンテナ列車へと置き換えられた。
これにより、最終的には、特大輸送、甲種車輌輸送、拠点間大量輸送の貨物列車のみが専用貨物列車として残ることになる。